# Euonymus lucidus
Euonymus lucidus är en benvedsväxtart som beskrevs av David Don. Euonymus lucidus ingår i släktet Euonymus och familjen Celastraceae. Inga underarter finns listade.